# Mörel (Zwitserland)
Mörel is een plaats en voormalige gemeente in het Zwitserse kanton Wallis, en maakt sinds 1 januari 2009 deel uit van de gemeente Mörel-Filet in het district Östlich Raron.